# دبليو دبليو إف سماك داون (لعبة فيديو)
دبليو دبليو إف سماك داون (بالإنجليزية: WWF SmackDown)‏ وتسمى في النسخة اليابانية (Exciting Pro Wrestling) ، هي لعبة فيديو إلكترونية من إنتاج شركة يوكز اليابانية سنة 2000م، وتعمل حصراً لنظام بلاي ستيشن.

## وصلة خارجية
- WWF SmackDown! على موبي غيمز